# Krakow am See
Krakow am See (pol. hist. Kraków) – miasto w powiecie Rostock kraju związkowego Meklemburgia-Pomorze Przednie, siedziba Amt Krakow am See.
31 grudnia 2008 miasto liczyło 3437 mieszkańców.

## Geografia
Miasto leży nad jeziorem Krakower See na północnym zachodzie Pojezierza Meklemburskiego. Znajdują się tam liczne zatoki i wyspy na jeziorach. Równiny pojezierza dochodzą do 80% jego powierzchni. Południowa część krakowskich jezior oraz takie jeziora, jak Langsee lub Bossower See są częścią Parku Nossentiner/Schwinzer Heide.

## Historia
Pierwsze wzmianki o Krakow am See pojawiły się w dokumencie z 21 maja 1298. Nazwa miasta pochodzi od słowiańskiego słowa „kracka”. W średniowieczu miasto było siedzibą księstwa Werle-Güstrow i niekiedy miejscem obrad meklemburskiego Księstwa Krajowego. Krakow am See, jedno z najstarszych miast Meklemburgii, żyło, obok handlu, rzemiosłem, rolnictwem i rybołówstwem. Miasto przeżyło kilka wielkich pożarów (ostatni w 1759). W 1842 wybudowano młyn holenderski, który zniszczyło dopiero uderzenie pioruna w 1975. W 1866 postawiono synagogę na Placu Szkolnym, a w 1875 ratusz na Rynku. W 1882 zbudowano końcową stację kolejową z Güstrow i Plau am See. W 1900 nastąpiło otwarcie kąpieliska. W 1909 wybudowano dom uzdrowiskowy.
W roku 1907 odnowiono miastu prawa miejskie. W 1910 ustawiono pamiątkową, glinianą tablicę ku czci Fritza Reutera.

## Herb
Krakow am See posiada herb miejski od 1516. Przedstawia on głowę byka na złotym tle. Byk posiada zamknięty pysk z wyciągniętym językiem oraz ze srebrnymi rogami. Na głowie byka znajduje się korona.

## Gospodarka i infrastruktura
Dzisiejsza gospodarka miasta opiera się głównie na turystyce oraz przetwórstwie. Miasto posiada fabrykę drewna i przetwórstwa metalowego.
Obok szkoły i przedszkola miasto posiada przychodnię, aptekę i podziemne centrum dla pracowników urzędu gminy. Turystyka odgrywała i odgrywa ważną rolę w życiu miasta. Dzięki położeniu na obszarze jezior znajduje się tam wiele hoteli, pensjonatów, domów wypoczynkowych oraz placów campingowych do dyspozycji turystów.

### Transport
Miasto leży w odległości 8 km od autostrady A19 łączącej Berlin z Rostockiem. Przez samo miasto biegnie droga B 103 z Rostocka do Kyritz, więc istnieje dobre połączenie z sąsiednimi miastami: Güstrow, Teterow i Plau am See. Pasażerski ruch kolejowy z Güstrow przez Krakow am See do Karowa został zawieszony w 2004. Najbliższy dworzec leży w odległości 15 km (Karow i Güstrow).
Krakow am See leży niecałe 18 km na południe od Güstrow. Miasta sąsiadujące z gminą to: Mühl Rosin, Hoppenrade, Kuchelmiß, Dobbin-Linstow, Karow, Neu Poserin, Dobbertin, Reimershagen oraz Zehna.

## Pozostałe miejscowości
Do gminy Krakow am See należą: Alt Sammit, Bellin (przyłączony 1 stycznia 2005), Bossow, Charlottenthal, Groß Grabow, Klein Grabow, Marienhof, Möllen, Neu Sammit oraz Steinbeck.

## Osoby urodzone w Krakow am See
- Andreas Reinke – piłkarz

## Miasta partnerskie
- Ujście